# Xã Neola, Quận Pottawattamie, Iowa
Xã Neola (tiếng Anh: Neola Township) là một xã thuộc quận Pottawattamie, tiểu bang Iowa, Hoa Kỳ. Năm 2010, dân số của xã này là 1.180 người.